# Ерік (ярл Норвегії)
Ерік Гаконсон, або Ейрік Гаконсон (Eiríkr Hákonarson, бл. 957 — бл. 1024) — ярл Норвегії в 1000—1012 роках, ерл Нортумбрії в 1016—1024 роках.

## Життєпис

### Молоді роки
Походив з роду Ладе. Старший син Гакона Сіґурдсона, ярла і фактичного правителя Норвегії. Мати Еріка була жінкою простого походження (напевне, з бондів), а тому Гакон не виховує сина сам, а доручив цю справу своєму другові Торлейву Мудрому.
Ерік був вельми норовливим юнаків. Доволі рано став вести життя морського вікінга, беручи участь у набігах. Коли йому було 11 або 12 років, він разом з Торлейвом поставив свій довгий корабель в бухті поруч з кораблем батька. Скопті, найближчий друг Гакона, обурився, а ярл підтримав його. Ерік був змушений підкоритися, але затаїв образу. Наступної зими він розшукав Скопті в морі й убив.
Після вбивства Ерік близько 971 року втік до Данії до Гаральда Синьозубого, короля Данії та Норвегії. Гааральд віддав йому у володіння Ромеріке і Вінгульмарку. А втім, незабаром Ерік замирився з батьком. Разом з ним у 972—973 роках боровся проти вторгнення до Ютландії Оттона I, імператора Священної Римської імперії
У 986 році вони разом брав участь у битві при Хьйорунгавагре (Хеді), де завдано поразки війську Свена Вилобородого, короля Данії. При цьому Ерік особисто командував загоном з 60 довгих кораблів.

### Морські походи

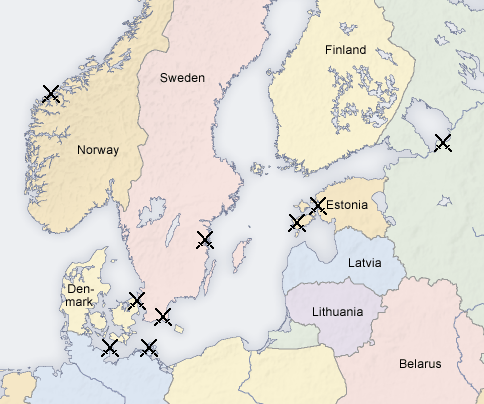
Походи і битви Еріка Гаконсона в Скандинавії і Балтиці

Після загибелі батька у 995 році владу в Норвегії захопив Олаф Трюггвасон. Ерік втік до Швеції до Улофа III. За допомогою останнього замирився зі Свеном I і одружився з його донькою Гиді. Зі Швеції Ерік здійснював походи на схід: у 997 році він спалив Ладогу, згодом розграбував західне узбережжя Естонії і острів Сааремаа.
Згодом приєднався до дансько-шведської коаліції, спрямована проти Олафа I. У вересні 1000 року, коли останній повертався з походу проти Рюгену на 11 кораблях, союзники зустріли його біля острова Сволдер зі значним флотом. Незважаючи на це, Олаф I прийняв бій. Спочатку удача сприяла йому, але після того як в бій вступив Ерік, ситуація змінилася. В результаті король Норвегії зазнав поразки. Він останнім зістрибнув з борту свого корабля Ormurin langi (Великий Змій) і потонув в морі. Еріку дістався головний трофей битви — довгий корабель Великий Змій.

### Ярл Норвегії

Розподіл Норвегії після битви поблизу Свольдера.
Територія під управлінням Еріка Гаконсона
Територія під управлінням Свена Гаконсона
Територія під безпосереднім управлінням Свена I

Після цього Ейрік і його брат Свен стали правити Норвегією від імені Свена I. За хроністами, Ерік з братом добре панував, підтримуючи мир і сприяючи загальному добробуту. Ерік і Свеном хрестився, але нікому не нав'язував християнства. У 1012 році перебрався до двору короля Данії.

### Ерл Нортумбрії
У 1015 році Кнуд, король Данії, зібрався знову завойовувати Англію, і покликав з собою Еріка. Ейрік залишив замість себе в Норвегії брата Свена і 17-річного сина Гакона.
Восени дансько-норвезький флот висадився в Сендвічі на узбережжі Англії. Принц Едмунд і окремі англійські елдормени намагалися чинити опір. За деякими відомостями, Ерік особисто керував облогою Лондона в 1016 році. Військам короля Кнуда сприяв успіх, і до кінця 1016 року було підкорено усю Англію.
Кнуд став королем Англії, а своїх найближчих соратників зробив ерлами окремих її частин, зокрема Ерік Гаконсон отримав Нортумбрію. Роки правління Ейріка в Нортумбрії пройшли мирно: про них не збереглося жодних відомостей. Не було зафіксовано навіть сутичок з Шотландією і Стратклайдом.
1017 році виконав наказ короля щодо покарання Едрік, елдормена Мерсії, який зрадив Кнуда Великого. Остання згадка про Еріка відноситься до 1023 року. Невідома навіть точна дата його смерті. Норвезькі джерела повідомляють лише її причину — невдало виконане кровопускання.

## Родина
- Гакон, ярл Норвегії у 1012—1015 роках